# 太田螢一
太田 螢一（おおた けいいち、1957年2月20日 - ）は、日本の画家、イラストレーター、作詞家である。
戸川純、キーボーディスト・上野耕路の2人と共に結成した音楽バンド「ゲルニカ」のメンバーで、作詞とアートワークを担当している。

## 来歴
1977年　千葉県で美術グループ「パノラマ・アワー」を結成。展覧会を2回開催後、1980年にグループを解体。
1981年　戸川純と上野耕路と共にバンド「ゲルニカ」を結成。アルファレコード内に新設された、細野晴臣・高橋幸宏が主宰するレーベル「YEN」よりデビューアルバム「改造への躍動」をリリース。当時としては珍しい左開きブックレットで、歴史的仮名遣と旧字体を多用した歌詞を発表。また、美術（ライブ衣装を含む）を担当する。その後、上野の個人的な事情によりゲルニカとしての活動が困難となり、一旦解散する。
1983年　上野耕路、細野晴臣、鈴木慶一、巻上公一が参加したソロアルバム「太田螢一の人外大魔境」リリース。
1985年　「衛生博覧会」を主催。
1988年　ゲルニカが再活動を始め、2枚目のアルバム「新世紀への運河」を発売。
1989年　ゲルニカ3枚目のアルバム「電離層からの眼差し」を発売。ゲルニカの活動が休止する。
1991年　絵本「働く僕ら」を発売。
2002年　ゲルニカがデビュー20周年を記念して、過去に発売したアルバムを一纏めにした3枚組アルバム「GUERNICA IN MEMORIA FUTURI～ゲルニカ二十周年記念完全盤～」を発売。
2004年　トーク・イベント「太田螢一悦覧室」を開催。
2005年　画業30周年を迎える。

## 作品

### CD
- ゲルニカ
  1. 改造への躍動（YEN）
  2. 新世紀への運河（テイチクレコード）
  3. 電離層からの眼差し（テイチクレコード）
  4. GUERNICA IN MEMORIA FUTURI～ゲルニカ二十周年記念完全盤～
- ソロ
  1. 太田螢一の人外大魔境（YEN）
- CDジャケット
  1. うわさの人類（ヒカシュー）
  2. 一球入魂（少年ホームランズ）
  3. スクリーミング菩薩 D.J.（ハイテクノロジー・スーサイド）
  4. PAINT IT BLACK SABBATH/NA-MU-A-MI-DA-BU-TSU.（ハイテクノロジー・スーサイド）
  5. 捏造と贋作（上野耕路&久保田真吾）
- 作詞
  1. リズム運動（戸川純）

### 書籍
- 作品集
  1. AMNESIA
- 絵本
  1. 働く僕ら
- 画集
  1. LE GARGARISME　
  2. THE BLOB

### ゲーム
- 東方見文録 (1988年　パッケージイラスト)

### その他
- アヤトリシアワセ印（ナゴムレコードロゴマーク）